# Polska Fundacja im. Roberta Schumana

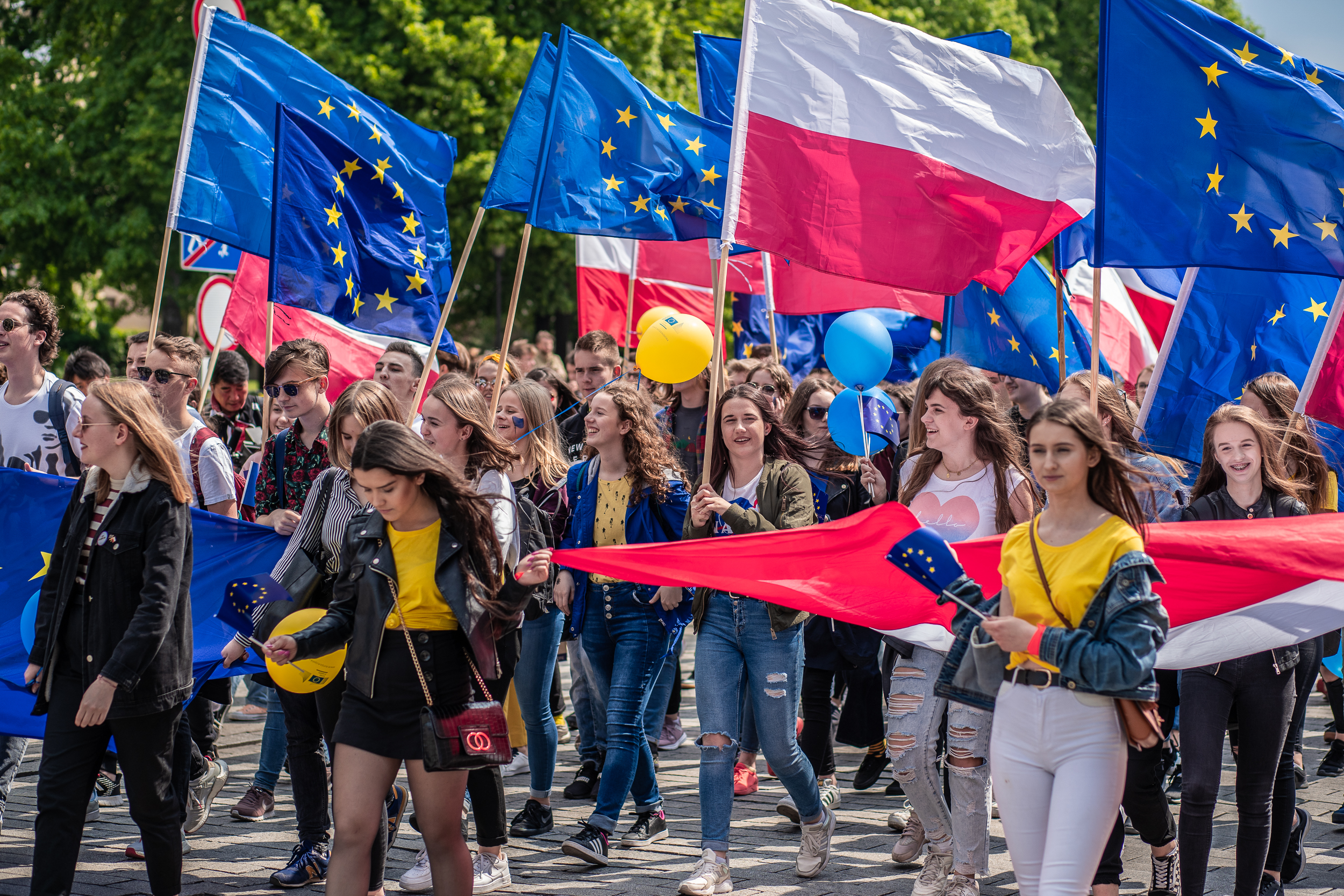
Parada Schumana w Warszawie

Polska Fundacja im. Roberta Schumana – fundacja założona w 1991 r., której misją jest motywowanie Europejczyków do aktywności obywatelskiej i upowszechnianie wartości, na jakich opiera się Unia Europejska. Organizuje m.in. działania z zakresu edukacji europejskiej i obywatelskiej – na poziomie lokalnym, krajowym i europejskim. Przybliża idee europejskie obywatelom w całej UE, zwłaszcza w mniejszych ośrodkach. Działa na rzecz rozwoju sektora organizacji pozarządowych i przestrzeni na aktywność obywatelską zarówno w Polsce, jak i w ramach partnerstw międzynarodowych. 
Jest organizacją obywatelską, niezależną od partii politycznych. Ma status Organizacji Pożytku Publicznego. 

## Historia
Polska Fundacja imienia Roberta Schumana powstała w 1991 roku. Została założona przez osobistości związane ze zmianami ustrojowymi lat 1989-90, między innymi przez Tadeusza Mazowieckiego i Piotra Nowina-Konopkę. Imię Roberta Schumana zostało wybrane przez Fundatorów jako nawiązanie do polityki francusko-niemieckiej lat pięćdziesiątych, modelu pojednania zwróconego w przyszłość i nastawionego na budowanie wspólnej Europy.
Za rok 2010 nagrodzona została Europejską Nagrodą Obywatelską. Przez lata Fundacja organizowała Paradę Schumana w ramach Polskich Spotkań Europejskich i wydawała Polski Kalendarz Europejski.

## Władze[2]

### Zarząd
- Ewelina Górecka – Członkini Zarządu
- Iga Kamocka – Członkini Zarządu

### Rada Fundatorów
- Tadeusz Mazowiecki (do listopada 2013)
- Jan Kułakowski (do czerwca 2011)
- Piotr Nowina-Konopka – Przewodniczący
- Anna Radwan-Röhrenschef
- Michał Wojtczak
- Henryk Woźniakowski
- Rafał Dymek

### Rada Programowa
- Jan Barcz
- Karolina Dreszer-Smalec
- Waldemar Kuczyński
- Renata Mieńkowska-Norkiene
- Piotr Moszyński
- Małgorzata Niezabitowska
- Piotr Nowina-Konopka – Przewodniczący
- Jarosław Pietras
- Marcin Święcicki
- Jan Truszczyński
- Henryk Woźniakowski
- Rafał Zakrzewski
- Jan Kułakowski (do czerwca 2011)
- Łukasz Lipiński (do czerwca 2024)
- Tadeusz Mazowiecki (do listopada 2013)
- Tomasz Nowakowski (do maja 2022)
- Wojciech Wieczorek (do sierpnia 2012)

### Kuratorium
- Jacek Ambroziak
- Elżbieta Kawecka-Wyrzykowska
- Witold Orłowski

## Działania

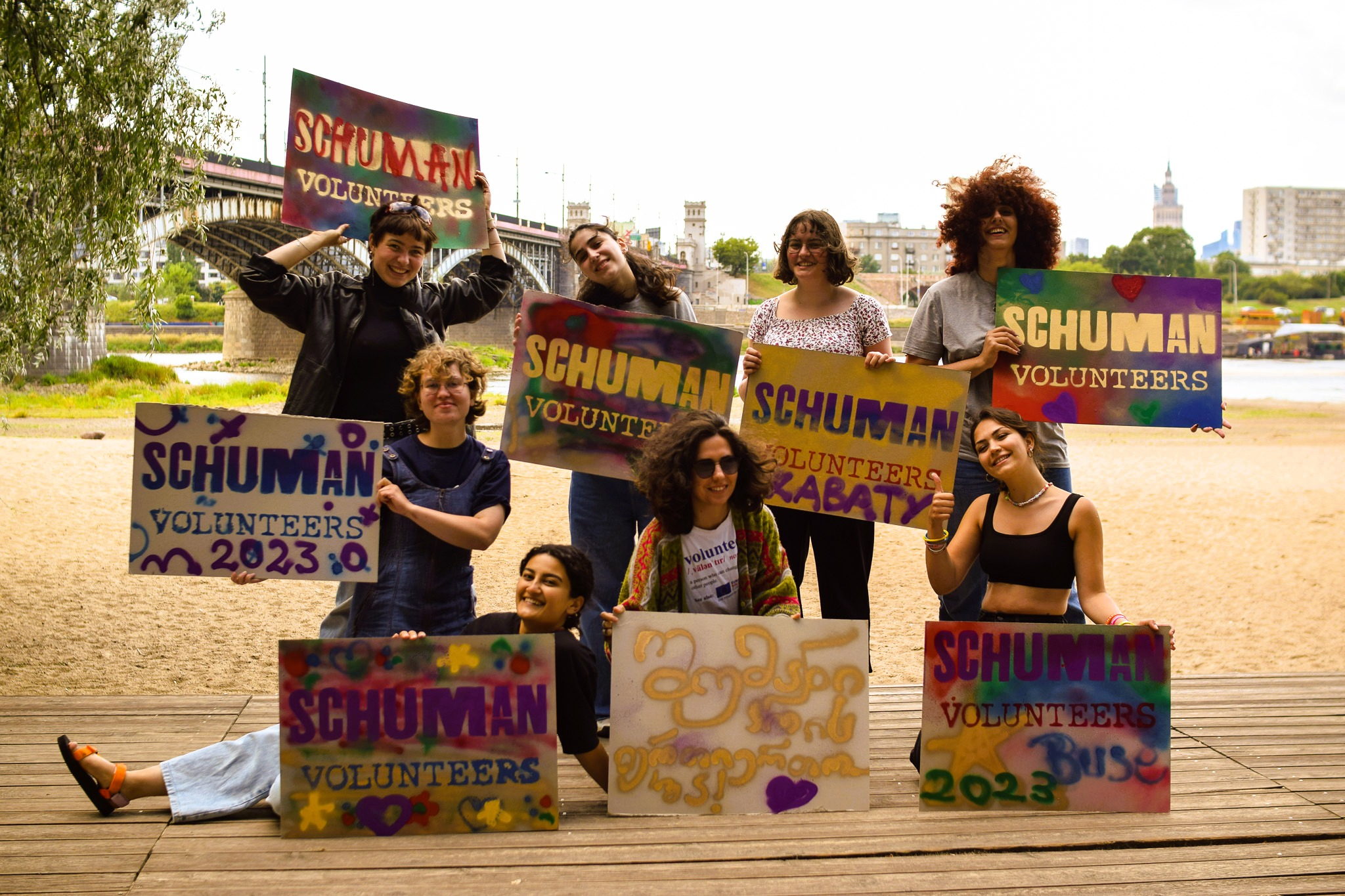
Wolontariuszki Europejskie Fundacji Schumana

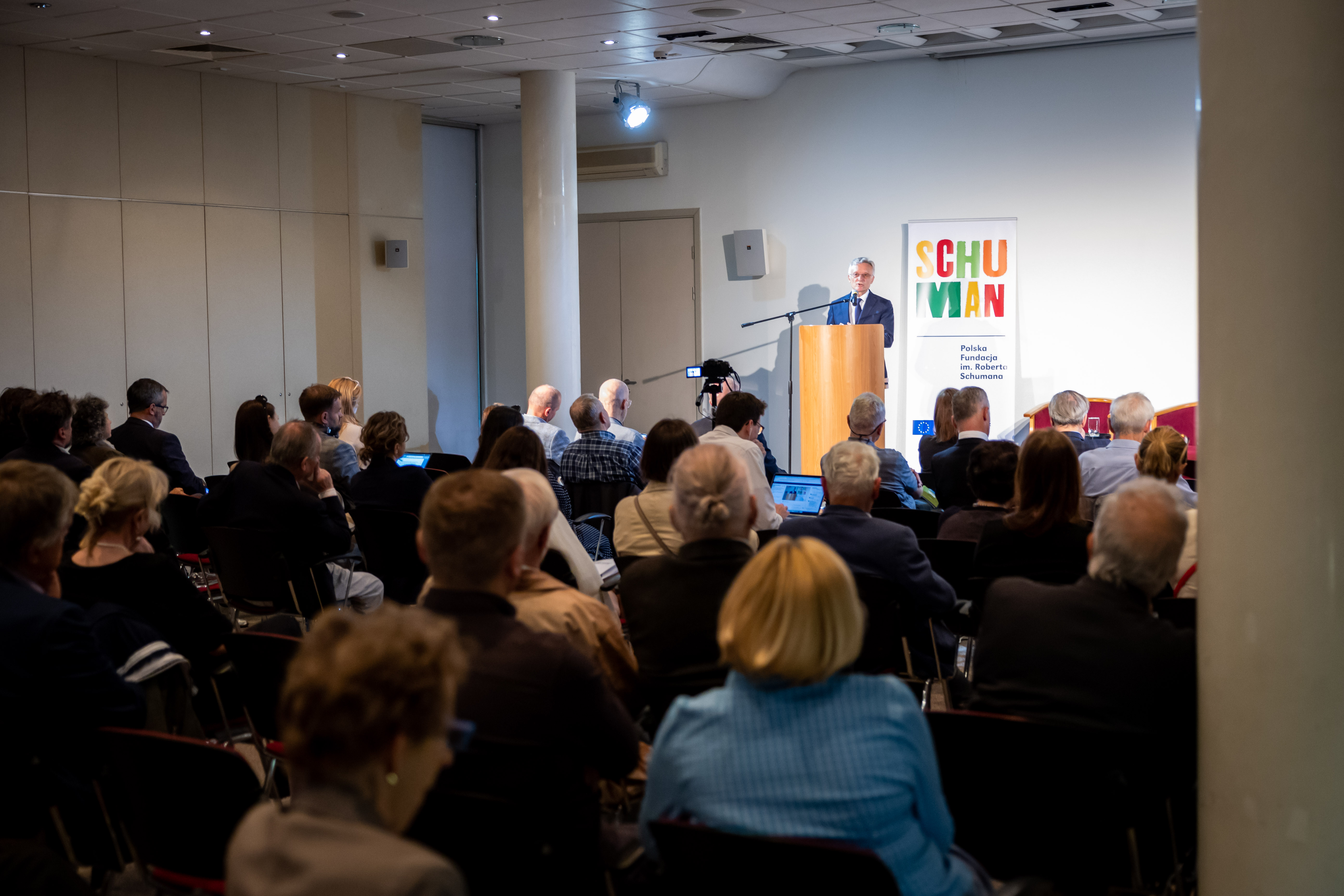
Debata o przyszłości Europy z okazji 20-lecia obecności Polski w UE

Przybliżanie UE obywatelkom i obywatelom
Fundacja tłumaczy jak działa UE i przybliża ją obywatelom i obywatelkom. Każdego roku organizuje ok. 100 spotkań o tematyce europejskiej w różnych częściach Polski oraz w innych krajach UE, przede wszystkim w małych miejscowościach. Organizuje także Akademię Europejską - spotkania online z ekspertami na bieżące tematy związane z UE.  
Wsparcie osób i organizacji broniących wartości europejskich w środowiskach lokalnych, w szczególności w małych miejscowościach
Pomaga tworzyć i prowadzić lokalne Kluby Europejskie, tworzy programy edukacyjne dla młodych ludzi i materiały dydaktyczne dla nauczycieli i nauczycielek, wspomaga działania sieci wolontariuszy i wolontariuszek na terenie całej Europy, angażujących się w sprawy europejskie w swoich środowiskach lokalnych (schumanvolunteers.pl). 
Walka z dezinformacją i propagandą antyeuropejską
Fundacja walczy z dezinformacją i uczy innych jak to robić poprzez projekt fact-checkingowy wojownicyklawiatury.pl. Przygotowuje ekspertyzy i raporty, które omawiają sprawy europejskie i dają rzetelne argumenty w dyskusjach przeciw fake-newsom i manipulacjom.  

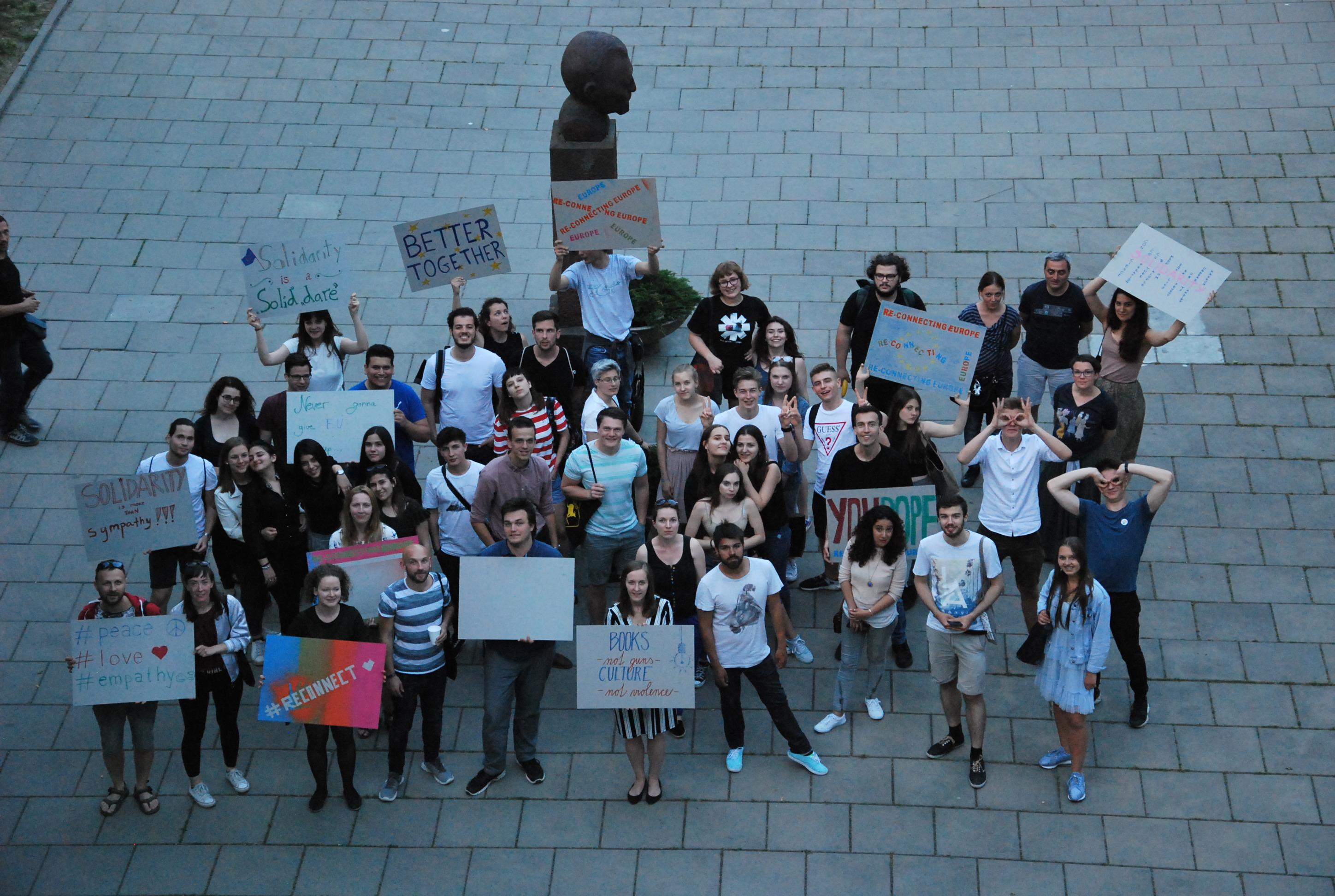
Międzynarodowi uczestnicy projektu "Reconnecting Europe" w Warszawie

Rozwijanie i umacnianie współpracy międzynarodowej, dbanie o dobry wizerunek Polski w Unii Europejskiej
Zespół Fundacji współpracuje z wieloma innymi organizacjami społecznymi w większości krajów Unii Europejskiej, bierze udział w konsultacjach na poziomie europejskim.

Aktywność na rzecz wzmocnienia przestrzeni na działania obywatelskie i rozwoju 3. sektora
Fundacja prowadzi działania rzecznicze na rzecz uproszczenia prawa regulującego aktywność obywatelską. Eksperci Fundacji włączają się w konsultacje dot. działalności obywatelskiej, uczestniczą w monitorowaniu wydatkowania funduszy europejskich. Fundacja należy do polskich i europejskich sieci organizacji pozarządowych, m.in. OFOP, Grupa Zagranica, European Civic Forum.  